# Жумба
Жумба (каз. Жұмба, до 2013 г. — Малороссийка) — село в Самарском районе Восточно-Казахстанской области Казахстана. Входит в состав Мариногорского сельского округа. Расположено на реке Большая Буконь. Код КАТО — 635053300.

## Население
В 1999 году население села составляло 559 человек (283 мужчины и 276 женщин). По данным переписи 2009 года, в селе проживало 360 человек (189 мужчин и 171 женщина).